# Helionidia nigrella
Helionidia nigrella är en insektsart som beskrevs av Irena Dworakowska 1971. Helionidia nigrella ingår i släktet Helionidia och familjen dvärgstritar. Inga underarter finns listade i Catalogue of Life.